# 劉博崑
劉博崑（1906年12月4日—1976年6月1日）。安東省安東縣人。民國37年（1948年）在安東省選區當選第一屆立法委員

## 生平[1][2][3]
- 日本早稻田大學畢業
- 外交部專員
- 嫩江省政府委員
- 東北生產局副局長
- 長春中央日報社社長
- 國民參政會參政員
- 因爲質詢時罵國家元首而被開除國民黨黨籍
- 民國65年6月2日病逝[4]